# Around the World with Bing!
Around the World with Bing! – kompilacyjny album muzyczny piosenkarza Binga Crosby’ego wydany przez wytwórnię Decca Records w 1958 roku. Zostało w nim zaprezentowanych dwanaście wcześniej wydanych piosenek nagranych w latach 1928–1956.

## Lista utworów
| Nr | Rok nagrania | Tytuł                                        |
| A1 | 1957         | „Around The World”                           |
| A2 | 1951         | „Quizas, Quizas, Quizas”                     |
| A3 | 1954         | „I Love Paris”                               |
| A4 | 1954         | „Liebchen”                                   |
| A5 | 1956         | „In A Little Spanish Town”                   |
| A6 | 1949         | „Galway Bay”                                 |
| B1 | 1954         | „Tobermory Bay”                              |
| B2 | 1949         | „Bali Ha'i”                                  |
| B3 | 1951         | „Why Did I Tell You I Was Going To Shanghai” |
| B4 | 1950         | „Beyond The Reef”                            |
| B5 | 1953         | „Vaya Con Dios”                              |
| B6 | 1928         | „Mississippi Mud”                            |